# Tomi Juric
Nezaměňovat s chorvatským fotbalistou jménem Tomislav Jurić.
Tomi Juric (chorvatsky Tomislav Jurić; * 22. července 1991, Austrálie) je australský fotbalový útočník a reprezentant chorvatského původu, který působí v klubu Western Sydney Wanderers FC.
Mimo Austrálie hrál v Chorvatsku.

## Klubová kariéra
V dresu Western Sydney Wanderers vyhrál v roce 2014 Ligu mistrů AFC, ve finále jeho tým zdolal saúdskoarabský klub Al-Hilal FC ve dvojzápase 1:0 a 0:0. Díky tomu si mohl zahrát na Mistrovství světa ve fotbale klubů 2014 v Maroku, kde s Western Sydney Wanderers obsadil šesté místo.

## Reprezentační kariéra
V A-mužstvu Austrálie přezdívaném Socceroos debutoval v roce 2013.

S národním týmem Austrálie vyhrál domácí Mistrovství Asie v roce 2015.